# Kamilla Melgård
Kamilla Melgård (16 december 2005) is een voetbalspeelster uit Noorwegen. Ze speelt als middenvelder voor Madrid CFF in de Primera División.

## Clubcarrière
Melgård begon met voetballen bij Korsvoll IL. Ze doorliep de jeugdopleiding van Lyn alvorens ze op vijftienjarige leeftijd haar debuut voor de hoofdmacht maakte in de Toppserien in juni 2021.
In juli 2024 maakte Melgård de overstap naar het Spaanse Madrid CFF. Tijdens haar debuutwedstrijd tegen Costa Adeje Tenerife kwam Melgård gelijk tot scoren. Ze maakt in de blessuretijd van de eerste helft de gelijkmaker, waarna de club uit de Spaanse hoofdstad met 2-1 wist te winnen. In de daaropvolgende wedstrijd maakte Melgård opnieuw de gelijkmaker en gaf ze de assists op het winnende doelpunt van Barbara Lopez. In haar debuutseizoen kwam Melgård tot vier competitiedoelpunten in twaalf wedstrijden.

## Statistieken
| Seizoen | Club       | Land      | Competitie       | Wedstrijden | Doelpunten |
| ------- | ---------- | --------- | ---------------- | ----------- | ---------- |
| 2021    | Lynn       | Noorwegen | Toppserien       | 12          | 0          |
| 2022    | Lynn       | Noorwegen | Toppserien       | 23          | 5          |
| 2023    | Lynn       | Noorwegen | Toppserien       | 26          | 5          |
| 2024    | Lynn       | Noorwegen | Toppserien       | 14          | 1          |
| 2024/25 | Madrid CFF | Spanje    | Primera División | 18          | 4          |
| Totaal  | Totaal     | Totaal    | Totaal           | 93          | 15         |

Laatste update: 3 augustus 2025

## Interlandcarrière
Melgård kwam als jeugdinternational voor Noorwegen -16, Noorwegen -17 en Noorwegen -19. Met Noorwegen -17 kwam ze uit op het EK 2022.